# موسیقی جی‌تی‌ای ۵
موسیقی بازی ویدیویی اکشن و ماجراجویی اتومبیل دزدی بزرگ ۵ (۲۰۱۳)، توسط راک استار نورث لیتیمد ساخته و توسط راک استار گیمز منتشر شد. نوازندگان بیش از بیست ساعت با همکاری یکدیگر موسیقی این بازی را تولید کردند. برخی از کارهای تولید شده توسط نوازندگان در طول توسعه بازی تولید شده است. اتومبیل دزدی بزرگ ۵ دارای یک رادیو در بازی است که می‌تواند به شانزده ایستگاه با پخش بیش از ۴۴۱ قطعه موسیقی دارای مجوز و همچنین دو ایستگاه رادیویی گفتگو وصل شود.